# The Harmony Codex
The Harmony Codex sedmi je studijski album britanskoga glazbenika Stevena Wilsona. Diskografska kuća Virgin Music Group objavila ga je 29. rujna 2023.

## O albumu
Godine 2020., tijekom pandemije koronavirusa i prije objave njegova studijskog albuma The Future Bites, Wilson je počeo raditi na pjesmama za novi studijski album uz pomoć glazbenika kao što su Ninet Tayeb, Craig Blundell, Adam Holzman, Jack Dangers i Sam Fogarino. U siječnju 2022. izjavio je da ga namjerava objaviti „sredinom 2023.” i da je riječ o „velikoj konceptualnoj stvari koja se djelomično temelji na kratkoj priči” iz njegove autobiografije Limited Edition of One. U lipnju te godine otkriveno je da će naslov albuma biti The Harmony Codex; Wilson je komentirao da se, snimajući pjesme na tom uratku, „uvelike služio glazbenim vokabularom [albuma] The Future Bites”, ali da je više „eksperimentirao” nego što se bavio „jezgrovitim pop-pjesmama”.

## Objava i promidžba
Od lipnja do rujna 2023., prije objave albuma, Wilson je u suradnji s tvrtkom L-Acoustics organizirao nekoliko javnih slušanja tog uratka u nekoliko gradova.
Dana 29. kolovoza 2023. objavljen je prvi singl „Economies of Scale” uz vijest da će uradak biti objavljen 29. rujna 2023. Svaki je sljedeći singl s albuma („Impossible Tightrope”, „Rock Bottom” i „What Life Brings”) objavljen tjedan dana poslije prijašnjega.
Uz regularnu inačicu albuma u ograničenoj je nakladi objavljeno i izdanje na tri CD-a s dodatnim pjesmama pod nazivom Harmonic Distortion; pridonijeli su mu, između ostalog, Roland Orzabal iz sastava Tears for Fears i Mikael Åkerfeldt iz sastava Opeth.

## Popis pjesama
Tekstovi: Steven Wilson, osim za pjesmu „Rock Bottom”, čiji je tekst napisala Ninet Tayeb, glazba: Wilson, osim za pjesmu „Economies of Scale”, koju je skladao s Adamom Holzmanom, i „Rock Bottom”, koju je skladala Tayeb.
| 1.    | »Inclination«          | 7:15  |
| 2.    | »What Life Brings«     | 3:40  |
| 3.    | »Economies of Scale«   | 4:17  |
| 4.    | »Impossible Tightrope« | 10:42 |
| 5.    | »Rock Bottom«          | 4:25  |
| 6.    | »Beautiful Scarecrow«  | 5:22  |
| 7.    | »The Harmony Codex«    | 9:50  |
| 8.    | »Time Is Running Out«  | 3:57  |
| 9.    | »Actual Brutal Facts«  | 5:05  |
| 10.   | »Staircase«            | 9:26  |
| 63:59 |                        |       |

| Harmonic Distortion | Harmonic Distortion                                              | Harmonic Distortion | Harmonic Distortion | Harmonic Distortion | Harmonic Distortion | Harmonic Distortion | Harmonic Distortion | Harmonic Distortion | Harmonic Distortion |
| Br.                 | Skladba                                                          | Trajanje            |                     |                     |                     |                     |                     |                     |                     |
| ------------------- | ---------------------------------------------------------------- | ------------------- | ------------------- | ------------------- | ------------------- | ------------------- | ------------------- | ------------------- | ------------------- |
| 1.                  | »Codex Theme #7«                                                 | 0:49                |                     |                     |                     |                     |                     |                     |                     |
| 2.                  | »Economies of Scale« (remiksana inačica Manic Street Preachersa) | 4:05                |                     |                     |                     |                     |                     |                     |                     |
| 3.                  | »Codex Theme #9«                                                 | 0:33                |                     |                     |                     |                     |                     |                     |                     |
| 4.                  | »Inclination« (Faultlineova remiksana inačica)                   | 7:30                |                     |                     |                     |                     |                     |                     |                     |
| 5.                  | »Impossible Tightrope« (drukčija inačica)                        | 10:11               |                     |                     |                     |                     |                     |                     |                     |
| 6.                  | »Codex Theme #6«                                                 | 1:07                |                     |                     |                     |                     |                     |                     |                     |
| 7.                  | »Beautiful Scarecrow« (Meat Beat Manifesto Excursion 1)          | 6:05                |                     |                     |                     |                     |                     |                     |                     |
| 8.                  | »Codex Theme #8«                                                 | 1:03                |                     |                     |                     |                     |                     |                     |                     |
| 9.                  | »Time Is Running Out« (inačica Mikaela Åkerfeldta)               | 3:47                |                     |                     |                     |                     |                     |                     |                     |
| 10.                 | »Staircase« (Interpolova remiksana inačica)                      | 6:47                |                     |                     |                     |                     |                     |                     |                     |
| 11.                 | »Codex Theme #3«                                                 | 1:03                |                     |                     |                     |                     |                     |                     |                     |
| 12.                 | »What Life Brings« (Aug 22 Mix Rolanda Orzabala)                 | 4:16                |                     |                     |                     |                     |                     |                     |                     |
| 13.                 | »The Harmony Codex« (duga snimka)                                | 17:02               |                     |                     |                     |                     |                     |                     |                     |
| 14.                 | »Staircase« (remiksana inačica Radiophonic Workshopa)            | 12:36               |                     |                     |                     |                     |                     |                     |                     |
| 76:14               |                                                                  |                     |                     |                     |                     |                     |                     |                     |                     |

## Recenzije
| Recenzije          | Recenzije |
| Izvor              | Ocjena    |
| ------------------ | --------- |
| BraveWords         | 9/10      |
| Classic Rock       | [ 15 ]    |
| Record Collector   | [ 16 ]    |
| Sonic Perspectives | 9/10      |
| Sputnikmusic       | 4/5       |

Dobio je uglavnom pozitivne kritike. U časopisu Record Collector Daryl Easlea dao mu je pet zvjezdica od pet izjavivši da je „Wilson prvi put u karijeri [...] snimio album koji treba voljeti, a ne obožavati” te zaključivši da je „prog-zvijezda stvorila svoje remek-djelo”. Mike Giordano dao mu je devet od deset bodova u osvrtu za BraveWords spomenuvši da je riječ o „divnoj mješavini nekoliko nepovezanih žanrova koji zajedno tvore cjelinu” i dodavši da „svakako nije savršen album, ali je nevjerojatno dobar od početka do kraja”.
U recenziji za Classic Rock Chris Roberts dao mu je četiri zvjezdice od njih pet izjavivši da je to „akrobacija koja samo određenim umjetnicima može poći za rukom” i da samo „apatični slušatelji ne bi mogli shvatiti koliko je taj album izvrstan”. Scott Medina dao mu je devet od deset bodova u osvrtu za Sonic Perspectives napisavši da Wilson „i dalje razvija karijeru na izazovne, ali naposljetku ugodne načine” te da je to za njega „smion i čestit korak unaprijed”.

## Zasluge
Glazbenici
- Steven Wilson – vokal (osim na pjesmi „The Harmony Codex”); glasovir (osim na 7. i 9. pjesmi); ARP 2600 (na 1., 4., 6. i 7. pjesmi); programiranje (osim na 2., 5. i 7. pjesmi); Moog Sub 37 (osim na 1., 3. i 10. pjesmi); akustična gitara (na 2., 3., 4. i 8. pjesmi); Solina Strings (osim na 1., 3., 5. i 7. pjesmi); Hammondove orgulje (na 2., 4. i 10. pjesmi); udaraljke (na 2. i 6. pjesmi); električna gitara (na 2., 4., 5., 6. i 9. pjesmi); bas-gitara (na 3., 4., 7., 8. i 10. pjesmi); gudaća glazbala (osim na 1., 2., 8. i 9. pjesmi); uzorak glasa (na pjesmi „Economies of Scale”); Cobalt8 (na 4., 5., 7. i 10. pjesmi); harfa, Rhodesov glasovir (na pjesmi „Impossible Tightrope”); rog (na 5. i 10. pjesmi; Prophet 6 (na 5., 7. i 8. pjesmi); električni glasovir (na 6. i 9. pjesmi); plucked piano (na pjesmi „The Harmony Codex”); čelesta (na pjesmi „Time Is Running Out”); melotron (na pjesmi „Actual Brutal Facts”); feedback (na pjesmi „Actual Brutal Facts”); Moogov arpeggiator (na pjesmi „Staircase”); produkcija; miksanje (osim 5. i 10. pjesme)
- Theo Travis – flauta (na pjesmi „Inclination”); saksofon (na pjesmi „Impossible Tightrope”); duduk (na pjesmi „Beautiful Scarecrow”)
- Nils Petter Molvær – truba (na pjesmi „Inclination”)
- David Kosten – dodatna produkcija (1., 5., 6., 8., 9. i 10. pjesme); dodatno programiranje (na 1. i 10. pjesmi); miksanje (5. i 10. pjesme)
- Adam Holzman – Rhodesov glasovir (na pjesmi „Inclination”); modularni sintesajzer (na 1. i 3. pjesmi); električni glasovir (na 4. i 7. pjesmi); Wurlitzerov električni glasovir (na pjesmi „Rock Bottom”); petlja izvedena sviranjem modularnog sintesajzera (na pjesmi „Beautiful Scarecrow”); glasovir (na pjesmi „Actual Brutal Facts”); petlja izvedena uporabom DFAM-ova sintesajzera, Moogov glasovir (na pjesmi „Inclination”)
- David Kollar – gitara (na 1. i 9. pjesmi); ambijentalna gitara (na pjesmi „Impossible Tightrope”)
- Niko Conev – dodatna gitara (na pjesmi „Inclination”); električna gitara (na 4., 5., 8. i 10. pjesmi)
- Pat Mastelotto – bubnjevi, udaraljke (na pjesmi „Inclination”)
- Nate Navarro – bas-gitara bez pragova (na pjesmi „Inclination”); bas-gitara (na pjesmi „Actual Brutal Facts”)
- Jack Dangers – vokoder, sintesajzer, bubnjarski stroj (na pjesmi „Inclination”); dodatni zvukovi i ritmovi (na pjesmi „Beautiful Scarecrow”); izokrenuti glasovirski akordi, programiranje (na pjesmi „Actual Brutal Facts”)
- Ninet Tayeb – prateći vokal (na pjesmi 1. i 2. pjesmi); vokal, gitara (na pjesmi „Rock Bottom”)
- Craig Blundell – bubnjevi (na 2., 5., 6. i 10. pjesmi); programiranje (na pjesmi „Beautiful Scarecrow”); hi-hat, udaraljke (na pjesmi „Actual Brutal Facts”)
- Guy Pratt – bas-gitara (na pjesmi „What Life Brings”)
- Nate Wood – bubnjevi (na pjesmi „Impossible Tightrope”)
- Ben Coleman – violina (na pjesmi „Impossible Tightrope”)
- Lee Harris – psihodelična gitara (na pjesmi „Impossible Tightrope”)
- Josef E-Shine – dodatna produkcija i zvukovi (na pjesmi „Rock Bottom”)
- Nick Beggs – Chapman stick (na 6. i 10. pjesmi)
- Jason Cooper – tom-tom (na pjesmi „Beautiful Scarecrow”)
- Rotem Wilson – glas (na 7. i 10. pjesmi)
- Sam Fogarino – bubnjevi (na pjesmi „Staircase”)

Ostalo osoblje
- Matt Colton – mastering
- Carl Glover – fotografija, dizajn
- Hajo Müller – fotografija, ilustracije

## Ljestvice
| Ljestvica                                    | Najviša pozicija |
| -------------------------------------------- | ---------------- |
| Australija                                   | 72.              |
| Austrija                                     | 9.               |
| Belgija (Flandrija)                          | 18.              |
| Belgija (Valonija)                           | 12.              |
| Finska                                       | 13.              |
| Francuska                                    | 25.              |
| Nizozemska                                   | 2.               |
| Njemačka                                     | 3.               |
| Poljska                                      | 10.              |
| Škotska                                      | 1.               |
| Španjolska                                   | 20.              |
| Švicarska                                    | 5.               |
| Ujedinjeno Kraljevstvo                       | 4.               |
| Ujedinjeno Kraljevstvo (Rock & Metal Albums) | 1.               |